# Новый Свет
«Новий Свєт» (рос. «Новый Свет», Новий світ) — літературно-художній російськомовний журнал, публікується канадським видавництвом «Litsvet» з 2013 року. Періодичність — чотири електронних і два друкованих номери на рік.
Журнал з'явився в творчому середовищі російськомовних емігрантів Канади. Його співзасновниками стали письменники з Торонто і Вінніпега — Олена Жукова і Михайло Співак, а також Президент фестивалю Російського кіно в Канаді (TRFF) Валерій Коган і Президент Російського культурно-освітнього центру Манітоби Дмитро Шишкин.